# Barreiros Azor
El Barreiros Azor es un modelo de camión fabricado por la empresa española Barreiros Diésel S.A., del empresario gallego Eduardo Barreiros, entre 1961 y 1965.

## Características
En su lanzamiento, se comercializó con dos tipos de chasis: el normal, denominado CB-246, y uno más corto, denominado CVB-242, más indicado para la instalación de volquetes. En las dos versiones el Azor disponía de una carga útil máxima de 8 tn.
En 1962 se lanzó una evolución del modelo, denominada Azor II que como principal novedad incorporaba una nueva cabina denominada "Panoramic". Esta cabina estaba basada en la de los camiones franceses Berliet GAK, con la que habían firmado un acuerdo de colaboración. 
El chasis CB-246 disponía de una cabina más amplia, con espacio suficiente para colocar una litera tras los asientos. Sus dimensiones eran de 2,3 m de anchura, por 1,91 m de profundidad. El chasis CVB-242 no permitía la posibilidad de la litera, ya que su habitáculo tenía una profundidad de sólo 1,56 m.
Uno de los puntos fuertes del Azor frente a sus competidores fue que sus faros principales y el resto de pilotos de iluminación respetaban los Reglamentos Internacionales de Circulación, tal como lo hacía Berliet, motivo que facilitó su exportación a otros países.

## Mecánica
El Azor estaba equipado con un motor diésel de 4 cilindros en línea, con una potencia de 115 CV que le permitía alcanzar una velocidad de 85 km/h. Su caja de cambios era manual de 5 velocidades y una reductora. Su depósito de combustible tenía capacidad para 150 litros, y bajo pedido podía solicitarse un depósito de 200 litros, ideal para conductores dedicados a largos trayectos. Su consumo era de 20-22 litros a los 100 km.
Su precio de lanzamiento en 1961 era de 477.700 pesetas para el chasis y cabina, precio al que había que añadir el coste del carrozado según la necesidad del comprador.

## Especificaciones
| Especificaciones técnicas | Barreiros Azor                                               |
| ------------------------- | ------------------------------------------------------------ |
| Motor                     | Diésel de 4 cilindros en línea                               |
| Cilindrada                | 6785 cc                                                      |
| Potencia                  | 115 CV a 2200 rpm                                            |
| Diámetro x carrera        | 120 x 140 mm                                                 |
| Alimentación              | Sistema de inyección directa                                 |
| Transmisión               | A las ruedas traseras                                        |
| Embrague                  | Monodisco en seco                                            |
| Caja de cambios           | Manual de 5 velocidades, con reductora                       |
| Suspensión delantera      | Por ballestas semielípticas y gemelas                        |
| Suspensión trasera        | Por ballestines                                              |
| Dirección                 | Globoide de doble rodillo                                    |
| Frenos                    | De aire comprimido, mediante cilindros y palancas regulables |
| Carga útil                | 9250 kg (CVB-242) y 9410 kg (CB-246)                         |
| Peso total con carga      | 13.550 kg (CVB-242) y 13.710 kg (CB-246)                     |
| Consumo medio aproximado  | 20-22 l/100 mh                                               |